# Sara Carbonero
Sara Carbonero Arévalo  (n. 3 februarie 1984, Corral de Almaguer, Castilia-La Mancha, Spania), cunoscută ca Sara Carbonero, este o jurnalistă sportivă spaniolă. A fost căsătorită cu fostul portar spaniol Iker Casillas în perioada 2016-2021.
Este editor și prezentator al rubricii sport la Telecinco, prezentator la postul italian, specialzat pe fotbal,  Premium Calcio și colaborator al emisiunii Deportes Cuatro ( al canalului de televiziune Cuatro) și al ziarului sportiv Marca.

## Biografia
În anul trei de licență în jurnalism, la Universitatea Complutense din Madrid, a intrat ca practicant la  Radio Marca⁠(es)[traduceți] și șase luni mai târziu a fost angajată.
Și-a abandonat studiile universitare,  a acoperit toate tipurile de evenimente sportive pentru post, a colaborat la matinalul Balón desastre și a prezentat emisiunea muzicală SuperMarca.
După o scurtă trecere pe la Cadena SER⁠(en)[traduceți] ( o rețea de radio spaniolă), în mai 2007 a intrat în lanțul de televiziune LaSexta, unde s-a ocupat de știrile sportive din cadrul programelor inforative, a urmărit îndeaproape selecționata Spaniei la Campionatul European de Baschet Masculin, EuroBasket 2007⁠(en)[traduceți] și a făcut parte din echipa emisiunii Minuto y resultado. A condus, de asemenea, 6º Nivel, o emisiune sportivă de aventură și risc.
În aprilie 2009, a fost angajată de Telecinco ca editor și prezentator sportiv, iar prima ei sarcină era să acopere ca reporter Cupa Confederațiilor FIFA din Africa de Sud. Ulterior a fost desemnată și prezentator sportiv în cadrul primei ediții a Informativos Telecinco ( emisiunea de știri a postului).
În iulie 2009  a fost aleasă, de ediția nord-americană a revistei FHM, cel mai sexy reporter sportiv din lume.
În timpul Campionatul Mondial de Fotbal din 2010, unde a lucrat ca reporter pentru Telecinco, a fost supusă unei atenții mediatice mondiale, sugernâdu-se de către cotidianul britanic ''The Times'' că ar exista o legâtură între înfrăngerea echipei naționale a Spaniei în primul meci al campionatului și relația ei cu jucătorul Iker Casillas, portarul selecționatei spaniole în timpul competiției.
Odată terminat mondialul, în aceeași lună iulie, a fost anunțat că jurnalista va colabora în perioada 2010/11 cu platforma italiană de televiziune digitală cu plată, Mediaset Premium, ocupându-se de informațiile cu privire la dezvoltarea Ligii Spaniole de fotbal (la Liga) și  în special de traiectoria lui José Mourinho la Real Madrid. Colaborarea sa a început pe 28 august.
Din martie 2011 își împină sarcinile de la Informativos Telecinco și Mediaset Premium cu colaborarea la secțiunea de sport din cadrul Noticias Cuatro ( buletinul de știri al canalului Cuatro) și emisiunile speciale sportive ale postului Energy ( precum „Balonul de Aur 2012”).
În martie 2012 s-a alăturat rețelei mexicane de televiziune Televisa pentru a colabora în cadrul emisiunii sportive La Jugada și a transmite informații legate de Liga Spaniolă, Champions League, Campionatul European de Fotbal și Jocurile Olimpice de la Londra din acel an.

## Premii și recunoașteri profesionale
1. Antena de Oro 2010, la secțiunea televiziune;
2. Nominalizată pentru cea mai bună prezentatoare de știri, TP de Oro⁠(en)[traduceți], 2011.